# Michele Paolucci
Michele Paolucci (* 6. Februar 1986 in Recanati) ist ein italienischer Fußballspieler.

## Karriere

### Im Verein
Nach dem Aufwachsen in der Jugend von Juventus Turin wurde Michele Paolucci im Sommer 2006 zu Ascoli Calcio ausgeliehen. Er debütierte in der Serie A am 10. September 2006 und erzielte in seiner ersten Profisaison sechs Tore für Ascoli. Bemerkenswert war die Aussage von Nedo Sonetti, dem Trainer von Ascoli, der einen Doppelpack von Paolucci gegen den FC Messina kommentierte: „Dieser Junge erinnert mich an van Basten.“.
Im Sommer 2007 kaufte Udinese Calcio 50 % seiner Transferrechte. In Udine wurde der Stürmer jedoch nur wenig eingesetzt und schließlich zu Atalanta Bergamo verliehen. Die Saison endete für Paolucci enttäuschend – er traf in elf Ligaspielen nicht einmal.
Am 24. Juni 2008 wurde Udineses Vereinbarung mit Juventus Turin bis 2013 verlängert. Danach wurde er wieder verliehen, diesmal zu Catania Calcio. Bei den Sizilianern erspielte Paolucci sich einen Stammplatz und spielte seine bisher beste Saison.
Im Juli 2009 kaufte die AC Siena von Juventus für 3,5 Millionen Euro 50 % der Transferrechte an Paolucci.
Nach weiteren Aufenthalten in Italien sowie Rumänien folgte nach 14 Einsätzen für die US Ancona 1905 in der zweiten Liga im Januar 2018 schließlich der Wechsel nach Malta zum FC Floriana.

### In der Nationalmannschaft
Er spielte in diversen italienischen Jugend-Auswahlen. Paolucci absolvierte sein einziges Spiel für die italienische U-21-Auswahl am 12. Dezember 2006 gegen Luxemburg.